# نداف‌خیل
نداف خیل، روستایی است از توابع بخش مرکزی شهرستان نکا در استان مازندران ایران.

## جمعیت
این روستا در دهستان مهروان قرار دارد و براساس سرشماری مرکز آمار ایران در سال ۱۳۸۵، جمعیت آن ۲۱۰ نفر (۵۱خانوار) بوده‌است. مردم نداف خیل از قومیت طبری هستند. مردم نداف خیل به زبان طبری (مازندرانی) سخن می‌گویند.

## شهر تاریخی مهروان
مورخان از نکا با عنوان مهروان یاد کرده‌اند. از مهروان نخستین بار در اعلاق‌النفسیه به عنوان یکی از شهرهای طبرستان یاد شده‌است. اصطخری نیز در فهرست شهرهای طبرستان از مهروان نام برده‌است. او از محلی به نام آرم، که در جنوب شرق مهروان قرار داشته، نام برده که اکنون ارم نام روستایی از توابع بخش هزارجریب شهرستان نکا است. ابن اسفندیار در ذکر بیست و هفت شهر طبرستان از اِرَم و مِهرَوان نام برده‌است. یاقوت حموی اِرَم را در بخش هموار طبرستان دانسته و فاصله آن را تا ساری دو فرسنگ ذکر کرده‌است. به نوشته عسکری شهر مهروان در جلگه و در شرق ساری بوده‌است. رابینو از قصبه ای با نام مهروان یاد کرده‌است که در ده فرسخی ساری قرار داشت. نهر مهروان در رودخانه کنونی نکا قرار داشت. به گفته عسکری مهروان در محل کنونی نداف‌خیل در شرق نکا بوده‌است، زیرا رابینو نام سابق نداف‌خیل را مهروان کلا ذکر کرده‌است.